# キース・イングリッシュ
キース・イングリッシュ（Keith English, 1966年3月10日 - 2010年12月2日）はコロラド州デンバー出身の元アメリカンフットボール選手。ポジションはパンター。

## 経歴
高校時代はパンターの他にレシーバー、ディフェンシブバックとしてもプレーした。
コロラド大学時代当初はタイトエンドとしても起用された。1988年に全米トップの平均45.04ヤードを記録し、コンセンサス・オールアメリカンに選ばれた。この年のオレゴン州立大学戦では平均59.8ヤードを記録した。
1990年にフリーエージェントでロサンゼルス・ラムズと契約を結び、デイル・ハッチャーからポジションを奪い15試合に出場した。
1992年にはワールドリーグのバルセロナ・ドラゴンズでプレーした。
2010年12月2日、44歳で亡くなった。